# 11895 Dehant
11895 Dehant eller 1991 GU3 är en asteroid i huvudbältet som upptäcktes den 8 april 1991 av den belgiske astronomen Eric W. Elst vid La Silla-observatoriet. Den är uppkallad efter Véronique Dehant.
Asteroiden har en diameter på ungefär 4 kilometer.